# Knut Nylander
Knut Leonard Nylander, född 8 oktober 1839 i Uleåborg, Storfurstendömet Finland, död 18 september 1886 på Bogskär, Storfurstendömet Finland, var en finländsk arkitekt vid Statsjärnvägarna. Nylanders far var en välkänd tjärhandlare från Uleåborg, vars andra barn inkluderar bland annat botanikern William Nylander och konstnären Oskar Nylander.

## Biografi
Nylander flyttade från Uleåborg till Tavastehus år 1857. Där studerade han arkitektur hos länsarkitekten Carl Albert Edelfelt. Edelfelt ritade de första järnvägsbyggnaderna i Finland. Nylander har ritat mindre stationsbyggnader vid Riihimäki-St. Petersburg-banan. Troligtvis har Nylander även ritat stationsbyggnader mellan Tavastehus-Tammerfors-banan, Åbo-Toijala-banan och mellan Tammerfors-Haapamäki-Seinäjoki-Vasa samt Österbottenbanan. Dessa ritningar har dock inte signerats. Senare har Nylanders ritningar använts för järnvägar i Savolax och Tammerfors-Björneborg-banan. Knut Nylander fungerade som Statsjärnvägarnas banavdelnings första arkitekt mellan 1876 och 1878.
Förutom järnvägsbyggnader ritade Nylander också några hus och kyrkor. Han övervakade också byggnadsarbetet för flera fyrar. Nylander avled i en olycka vid byggplatsen för Borgskärs fyr i september 1886.